# It's Raining (album Rain)
It's Raining è il terzo album del cantante coreano Rain, pubblicato sul mercato sud-coreano il 10 ottobre 2004, dove ha venduto 202,764 copie, arrivando alla terza posizione degli album più venduti. Inoltre è stato il primo album di Rain ad entrare anche nella classifica degli album più venduti in Giappone, arrivando fino alla posizione numero quindici.

## Tracce
1. 하고 싶었던 말 - Words I Wanted to Say
2. It's Raining
3. I Do
4. Familiar Face
5. 11 Days
6. Quiz
7. My Groove feat.Epik High
8. 난 - I
9. Biggest Thing
10. Wanna Talk
11. But I Love You
12. 찾아요 - I'm Searching
13. No No No
14. To You
15. I Love You
16. It's Raining (making the video)

## Singoli
- 2004 - It's Raining
- 2004 - I Do